# Камыс сырнай
Камыс сырнай (каз. қамыс сырнай) — древний казахский язычковый музыкальный инструмент, изготовленный из камыша (тростника). Отличается от других казахских духовых инструментов по силе звучания и тембру. Звукоряд древнего инструмента зависит от расположения пальцевых отверстий; старинные образцы имели от трёх до шести отверстий. Сила и высота звука зависит от колебания язычка, а звукоряд и строй определяется самим музыкантом — исполнителем. Камыс сырнай используется как солирующий и ансамблевый инструмент. Сложность настройки состоит в том, что малейшее изменение в его конструкции влечет за собой изменение высоты звучания. На камыс сырнае исполняются несложные небольшие но диапазону, народные мелодии.
Инструмент имеет резкий, пронзительный звук и может имитировать крики птиц и животных. Возможно, возник как охотничий инструмент для приманивания дичи и использовался первоначально охотниками, трансформировавшись позднее в музыкальный инструмент. В настоящее время используется редко.